# Strasbourg Illkirch-Graffenstaden Basket 2020-2021
Questa voce raccoglie le informazioni riguardanti lo Strasbourg Illkirch-Graffenstaden Basket nelle competizioni ufficiali della stagione 2020-2021.

## Stagione
La stagione 2020-2021 del Strasbourg Illkirch-Graffenstaden Basket è la 33ª nel massimo campionato francese di pallacanestro, la Pro A.

## Roster
Aggiornato al 30 marzo 2024.
| SIG Strasbourg 2015-16 | SIG Strasbourg 2015-16 |
| Giocatori              | Staff tecnico          |
| ---------------------- | ---------------------- |

| N. | Naz.                                        | Ruolo | Nome                  | Anno | Alt.   | Peso   |  |
| -- | ------------------------------------------- | ----- | --------------------- | ---- | ------ | ------ |  |
| 0  | Stati Uniti (bandiera) · Romania (bandiera) | PG    | Kris Richard          | 1989 | 196 cm | 81 kg  |  |
| 3  | Stati Uniti (bandiera)                      | P     | Brandon Jefferson     | 1991 | 174 cm | 78 kg  |  |
| 4  | Francia (bandiera)                          | A     | Léopold Cavalière     | 1996 | 201 cm |        |  |
| 5  | Stati Uniti (bandiera)                      | C     | Ike Udanoh            | 1989 | 202 cm | 107 kg |  |
| 8  | Stati Uniti (bandiera)                      | G     | DeAndre Lansdowne (C) | 1989 | 188 cm | 93 kg  |  |
| 13 | Francia (bandiera)                          | C     | Essomé Miyem          | 2001 | 209 cm | 100 kg |  |
| 15 | Nigeria (bandiera)                          | C     | Ebuka Izundu          | 1996 | 208 cm | 105 kg |  |
| 16 | Francia (bandiera)                          | PG    | Jayson Tchicamboud    | 2002 | 193 cm | 76 kg  |  |
| 17 | Rep. Ceca (bandiera)                        | AP    | Jaromír Bohačík       | 1992 | 197 cm | 90 kg  |  |
| 18 | Francia (bandiera)                          | PG    | Lucas Beaufort        | 2002 | 195 cm |        |  |
| 18 | Regno Unito (bandiera)                      | AG    | Michael Belle         | 2003 | 200 cm |        |  |
| 20 | Francia (bandiera)                          | AG    | Clément Frisch        | 2002 | 201 cm | 98 kg  |  |
| 23 | Francia (bandiera)                          | P     | Jean-Baptiste Maille  | 1993 | 190 cm | 82 kg  |  |
| 24 | Stati Uniti (bandiera) · Uganda (bandiera)  | AG    | Ish Wainright         | 1994 | 196 cm | 110 kg |  |
| 25 | Francia (bandiera)                          | C     | Yannis Morin          | 1993 | 208 cm | 95 kg  |  |
| 33 | Francia (bandiera)                          | AP    | Axel Toupane          | 1992 | 201 cm | 95 kg  |  |
| 33 | Francia (bandiera)                          | AG    | Thomas Hieu-Courtois  | 1995 | 201 cm |        |  |
| 50 | Stati Uniti (bandiera)                      | A     | Bonzie Colson         | 1996 | 198 cm | 103 kg |  |
| -  | Francia (bandiera)                          | C     | Sydney Hawmmond       | 2000 | 214 cm |        |  |
| -  | Francia (bandiera)                          | G     | Hugo Minnig           | 2002 | 197 cm |        |  |

| Allenatore                                                                       |
| - Lassi Tuovi                                                                    |
| Assistente/i                                                                     |
| - Frank Kuhn - Romain Leroy Legenda - (C) Capitano - (IN) Inattivo - Infortunato |

## Mercato

### Sessione estiva
| Acquisti | Acquisti             | Acquisti        | Acquisti   | Acquisti |
| R.       | Nome                 | da              | Modalità   |          |
| -------- | -------------------- | --------------- | ---------- | -------- |
| P        | Brandon Jefferson    | Orléans Loiret  | svincolato |          |
| P        | Jean-Baptiste Maille | Châlons-Reims   | svincolato |          |
| PG       | DeAndre Lansdowne    | Brescia         | svincolato |          |
| AP       | Jaromír Bohačík      | Nymburk         | svincolato |          |
| AP       | Axel Toupane         | Málaga          | svincolato |          |
| A        | Léopold Cavalière    | Pau-Lacq-Orthez | svincolato |          |
| A        | Bonzie Colson        | Darüşşafaka     | svincolato |          |
| AG       | Ish Wainright        | RASTA Vechta    | svincolato |          |
| C        | Sydney Hawmmond      | Limoges CSP     | svincolato |          |
| C        | Ebuka Izundu         | Real Betis      | svincolato |          |
| C        | Yannis Morin         | Châlons-Reims   | svincolato |          |

| Cessioni | Cessioni               | Cessioni          | Cessioni          | Cessioni |
| R.       | Nome                   | a                 | Modalità          |          |
| -------- | ---------------------- | ----------------- | ----------------- | -------- |
| P        | Ludovic Beyhurst       | Limoges CSP       | riscatto prestito |          |
| P        | Boris Dallo            | Le Portel         | fine contratto    |          |
| P        | Scottie Reynolds       | Free agent        | fine contratto    |          |
| G        | Gerry Blakes           | Bamberger         | fine contratto    |          |
| G        | Jérémy Nzeulie         | Free agent        | fine contratto    |          |
| G        | Gabe York              | Free agent        | fine contratto    |          |
| AP       | Thomas Scrubb          | Ottawa Blackjacks | fine contratto    |          |
| A        | Maxime Hmae            | Souffelwey.       | fine contratto    |          |
| AG       | Thomas Hanquiez        | Souffelwey.       | fine contratto    |          |
| AG       | Damien Inglis          | Monaco            | fine contratto    |          |
| AC       | DeVonte Upson          | Pall. Trieste     | fine contratto    |          |
| C        | Quentin Klingelschmitt | Évreux            | fine contratto    |          |
| C        | Arcëm Parachoŭski      | Free agent        | fine contratto    |          |
| C        | Ali Traoré             | Sharks Antibes    | fine contratto    |          |

### Dopo l'inizio della stagione
| Acquisti | Acquisti             | Acquisti      | Acquisti       | Acquisti   |
| R.       | Nome                 | da            | Data           | Modalità   |
| -------- | -------------------- | ------------- | -------------- | ---------- |
| C        | Ike Udanoh           | Pall. Trieste | 7 gennaio 2021 | svincolato |
| G        | Kris Richard         | Zielona Góra  | 22 maggio 2021 | svincolato |
| AG       | Thomas Hieu-Courtois | Lille         | 2 giugno 2021  | svincolato |

| Cessioni | Cessioni     | Cessioni      | Cessioni         | Cessioni       |
| R.       | Nome         | a             | Data             | Modalità       |
| -------- | ------------ | ------------- | ---------------- | -------------- |
| AP       | Axel Toupane | G.S. Warriors | 17 ottobre 2020  | fine contratto |
| C        | Ebuka Izundu | FMP Belgrado  | 30 dicembre 2020 | rescissione    |